# Ralph Thorne
Ralph Thorne MP, képviselő barbadosi ügyvéd és politikus, a Demokratikus Munkáspárt tagjaként a barbadosi képviselőház ellenzéki vezetője. 2018 óta a Christ Church South képviselőházát szolgálja.

## Karrier

### Jogi
Throne a királynő jogtanácsosa volt, és Michael Misick vezető védőügyvédje volt a korrupciós perében. Saját ügyvédi irodát vezet. Neil Rowe-t, a barbadosi parlament képviselőjét, akit nemi erőszakkal vádoltak, és 2025-ben felmentettek,  Thorne védte.

### Politika
Thorne kezdetben a Demokratikus Munkáspárt (DLP) tagja volt, és kétszer is jelölték a parlamentbe, de kilépett a pártból, és csatlakozott a Barbadosi Munkáspárthoz (BLP). A 2018-as választásokon, amelyeken a BLP minden helyet megnyert, Thorne-t a BLP tagjaként választották meg a barbadosi képviselőházba a Christ Church South színeiben.
A BLP ismét minden helyet megnyert a 2022-es választásokon. Thorne pártot változtatott, és az ellenzék vezetője lett. Újra csatlakozott a DLP-hez, és megválasztották annak vezetőjévé. Thorne Ryan Walterst és Tricia Watsont, a DLP mindkét tagját kinevezte a barbadosi szenátus ellenzéki tagjainak fenntartott helyekre, mielőtt maga is újra csatlakozott a DLP-hez.
Thorne parlamenti mandátuma alatt a Thorne Helyi Önkormányzati Bizottság elnöke volt, amelynek feladata a Népi Gyűlések, a helyi önkormányzat egyik formájának létrehozása volt.

## Magánélet
Thorne feleségül vette Jacqueline Corneliust, akivel három gyermeke született. Jacqueline a Legfelsőbb Bíróság bírája.

## Fordítás
Ez a szócikk részben vagy egészben  a   Ralph Thorne című angol Wikipédia-szócikk ezen változatának fordításán alapul.  Az eredeti cikk szerkesztőit annak laptörténete sorolja fel. Ez a jelzés csupán a megfogalmazás eredetét és a szerzői jogokat jelzi, nem szolgál a cikkben szereplő információk forrásmegjelöléseként.